# Llei de Responsabilitats Polítiques
La Llei de Responsabilitats Polítiques, de 9 de febrer de 1939 va ser una llei espanyola dictada al final de la Guerra Civil. El primer govern de la dictadura franquista va dictar la norma «reconeixent la necessitat de reconstrucció espiritual i material de la pàtria» i invocant que es «busca liquidar les culpes contretes pels qui van contribuir a forjar la subversió» que va culminar en el sagnant enfrontament.

## Contingut
La norma enumerava actes i omissions que donaven lloc a l'exigència de «responsabilitats polítiques» contra els qui haguessin col·laborat amb la Segona República Espanyola des del 18 de juliol de 1936. També s'estén la responsabilitat al període que comprèn des de la Revolució d'Astúries de 1934, sancionant els qui l'havien afavorit. Tals actes generadors de responsabilitat política s'enumeraven amb l'amplitud necessària perquè resultin compreses totes les actuacions que, segons el parer del franquisme, eren mereixedores de càstig.
Cal indicar que la mateixa denominació de la norma, en insistir en les responsabilitats polítiques, no restringia les sancions als qui haguessin participat en lluites armades, sinó que els càstigs s'estenien a qualsevol individu que hagués prestat el seu suport al bàndol republicà o als rebels esquerrans de 1934, fins i tot sense participar en fets d'armes.

## Declaracions generals
La llei considerava dos períodes subversius. El primer transcorre des de l'1 d'octubre de 1934 quan es crea o agreuja la subversió. El segon des del 18 de juliol de 1936 en oposar-se al Movimiento Nacional amb actes concrets o passivitat greu.
El primer període va ser inclòs amb la finalitat d'assegurar la repressió política contra tots els partits del Front Popular que van donar suport a la Revolució d'Astúries de 1934, la qual cosa suposava establir càstigs i penes per a tots els militants i simpatitzants de l'esquerra espanyola des de l'1 d'octubre de 1934. El segon període estenia la culpabilitat (o responsabilitat política) contra tots els espanyols que haguessin servit a la República d'alguna manera durant la guerra civil, sense distinció de jerarquies, encara que evidentment la responsabilitat política reconeixia severs agreujants per als qui haguessin assumit major grau de compromís i suport amb el bàndol republicà, ja sigui per exercir alts càrrecs civils o militars, o per integrar-se voluntàriament al servei de la República durant la guerra. La retroactivitat de les penes era un element característic d'aquesta norma, que acabava criminalitzant així, en la pràctica, a gairebé tots els simpatitzants del bàndol republicà que no van poder fugir a l'exili.
La Llei de Responsabilitats Polítiques establia sancions i penes de manera paral·lela a les lleis penals espanyoles i permetia així imposar diverses condemnes contra els republicans vençuts: des de la pena de mort fins a llarguíssimes penes de presó i treballs forçats (entre deu a trenta anys), amb inhabilitacions i prohibicions civils inclusivament per als qui complissin la totalitat de les seves condemnes.
La LRP va ser una de les més completes eines legals establertes per l'Espanya franquista per exercir repressió política contra el bàndol vençut, fins que la seva aplicació va concloure amb la promulgació de les lleis d'amnistia de 1969, després de trenta anys de plena vigència. Així i tot les inhabilitacions i prohibicions fixades per la LRP van seguir vigents contra tots els líders de l'exili republicà espanyol fins a la mort de Franco en 1975.